# Émile Gravelle

Bandera del anarquismo verde.

Émile Gravelle (1855-1920) fue un anarquista individualista francés y activista naturista, escritor y pintor. Publicó la revista L'État Naturel (1894–1898) y colaboró con Henri Zisly y Henri Beylie en La Nouvelle Humanité, Le Naturien (1898), Le Sauvage (1898–1899), L'Ordre Naturel (1905) y La Vida natural (1907-1914). Sus ideas fueron importantes en los círculos anarquistas individualistas tanto en Francia como en España, donde Federico Urales (seudónimo de Joan Montseny) promovió las ideas de Gravelle y Zisly en La Revista Blanca (1898-1905). His ideas were important in individualist anarchist circles in France as well as Spain, where Federico Urales (pseudonym of Joan Montseny) promoted the ideas of Gravelle and Zisly in La Revista Blanca (1898–1905).